# Tsina River
Der Tsina River ist ein 42 km langer rechter Nebenfluss des Tiekel River im Süden des US-Bundesstaats Alaska. Er bildet den hydrologischen Hauptstrang des Flusssystems des Tiekel River.

## Verlauf
Der Tsina River entsteht in den Chugach Mountains am unteren Ende des Tsina-Gletschers auf etwa 680 m Höhe. Der Gletscher zieht sich zur Zeit immer stärker zurück. Der Tsina River fließt in überwiegend östlicher Richtung. Er nimmt mehrere gletschergespeiste Nebenflüsse auf. Der Richardson Highway (Alaska Route 4) verläuft unterhalb der Einmündung des Ptarmigan Creek entlang dem Flusslauf und kreuzt diesen bei Flusskilometer 16. Kurz vor dem Zusammenfluss von Tsina River und Tiekel River trifft der Stuart Creek von links auf den Fluss. Der Tiekel River trifft schließlich von Norden kommend auf den Tsina River, etwa 24 km oberhalb dessen Mündung in den Copper River. Der Tsina River führt gewöhnlich mehr Wasser als der Tiekel River. Die Trans-Alaska-Pipeline verläuft abschnittsweise entlang dem Flusslauf in der Gegenrichtung und kreuzt diesen bei Flusskilometer 10, 21 und 26.